# Учелијера (Мачерата)
Учелијера је насеље у Италији у округу Мачерата, региону Марке.
Према процени из 2011. у насељу је живело 38 становника. Насеље се налази на надморској висини од 190 м.